# Cascada del Chorro
La Cascada del Chorro (conocido popularmente como La Chorrera o simplemente El Chorro) es un salto de agua de 18 metros que está situado en el término municipal de Los Navalucillos, en la provincia de Toledo (España). Pertenece desde el año 2008 al parque nacional de Cabañeros. 

## Descripción
Es un salto de agua que se encuentra rodeado de paredes naturales rebosantes de vegetación y musgo, es un rincón de los montes de Toledo que conserva un primitivo microclima oceánico.
Apenas llega el sol debido a la vegetación exuberante del lugar y la humedad es abundante en las paredes cuarcíticas, el agua cristalina y fría es la que se bebe en el pueblo, procede de este arroyo, recogida en una captación que se hizo en los años 1990, la obra se hizo con poco cuidado y no se respetaron los viejos pies de un tejo (Taxus baccata) que había en el lugar. El arroyo del Chorro desemboca en el río Pusa.
La gran diversidad de especies faunísticas y botánicas unido a su peculiar geología, hacen de este espacio natural una joya de gran valor natural. Está al abrigo de las sierras del Chorito y el macizo del Rocigalgo entre otras formaciones montañosas, completamente cubiertas de bosque y matorral mediterráneos.

## Clima
El clima es mediterráneo continental, con acusadas temperaturas, que suelen atemperarse gracias al efecto atenuador que tienen los montes arbolados y los cursos de agua, en muchos casos estacionales. Algunos enclaves abrigados por el efecto que producen las grandes grietas en la morfología de las cuarcitas que forman parte del relieve de estos montes, tienen un carácter atlántico. Las precipitaciones se concentran en los meses invernales, aunque según los años pueden darse tormentas veraniegas. Se forma, en ocasiones, una neblina que refresca y riega más el lugar. Los veranos son cálidos de día y templados o frescos por la noche, los inviernos son gélidos con frecuentes heladas.